# William Peter Blatty
William Peter Blatty (Nova Iorque, 7 de janeiro de 1928 - 12 de janeiro de 2017) foi um escritor e cineasta norte-americano. O romance O Exorcista, escrito em 1971, é a sua obra mais conhecida; ele também escreveu o roteiro para a adaptação do filme, para o qual ele recebeu um Oscar, e também escreveu e dirigiu O Exorcista III.
Os seus trabalhos incluem os romances Elsewhere (2009), Dimiter (2010), e Crazy (2010). Em 2013, Demons Five, Exorcist Nothing: A Fable (1996) e Dimiter (2010) foram re-publicados como edições de revistas com novas capas e ilustrações interiores. Estas edições ficaram limitadas a 250 cópias autografadas. Teve o subtítulo alterado para A Fable to A Hollywood Christmas Carol.

## Obras

### Romances
- Which Way to Mecca, Jack?  (1959)
- John Goldfarb, Please Come Home  (1963)
- I, Billy Shakespeare! 1965
- Twinkle, Twinkle, "Killer" Kane  (1966)
- O Exorcista  (1971)
- A Nona Configuração  (1978)
- O Espírito do Mal  (1983)
- Demons Five, Exorcists Nothing: A Fable  (1996)/Revisto e re-publicado em 2013, novo título Demons Five, Exorcists Nothing: A Hollywood Christmas Carol
- Elsewhere  (2009) – Publicado originalmente como novela em 1999 em Al
 Sarrantonio's 999: New Stories of Horror And Suspense anthology.
- Dimiter  (2010) / Revisto e re-publicado em 2013; também publicado com o título The Redemption[2]
- Crazy  (2010)
- The Exorcist for the 21st Century  (2015)

### Autobiografia
- I'll Tell Them I Remember You  (1973)

### Não Ficção
- William Peter Blatty on 'The Exorcist': From Novel to Screen  (1974)
- If There Were Demons Then Perhaps There Were Angels: William Peter Blatty's Own Story of the Exorcist  (1978)
- Finding Peter: A True Story Of The Hand Of Providence And Evidence Of Life After Death  (30 de Março de 2015)

## Filmografia

### Guiões
- The Man From the Diner's Club (1963)
- A Shot in the Dark (1964; co-guião)
- John Goldfarb, Please Come Home (1965)
- Promise Her Anything (1965)
- What Did You Do in the War, Daddy? (1966)
- Gunn   (1967 – co-screenplay)
- The Great Bank Robbery (1969)
- Darling Lili  (1970 – co-screenplay)
- The Exorcist (1973)
- Mastermind (1976 como  "Terence Clyne")
- The Ninth Configuration (1980)
- The Exorcist III (1990)

### Diretor
- The Ninth Configuration  (1980)
- The Exorcist III  (1990)

### Produtor
- The Exorcist (1973)
- The Ninth Configuration (1980)